# Selena Gomez
Selena Marie Gomez (ur. 22 lipca 1992 w Grand Prairie) – amerykańska piosenkarka, aktorka i producentka filmowa.
Występowała w roli Alex Russo w serialu Czarodzieje z Waverly Place, który został wyróżniony nagrodą Emmy. Następnie wystąpiła w szeregu filmów telewizyjnych, m.in. Kopciuszek: Roztańczona historia, Czarodzieje z Waverly Place: Film i Program ochrony księżniczek, a także zadebiutowała w pełnometrażowym filmie kinowym – Ramona i Beezus.
Była założycielką i wokalistką grupy Selena Gomez & the Scene, z którą wydała trzy albumy studyjne: Kiss & Tell, A Year Without Rain oraz When the Sun Goes Down. Do najpopularniejszych utworów formacji należą m.in.: „Naturally”, „Who Says” i „Love You Like a Love Song”, a każdy z nich rozszedł się na rynku amerykańskim w liczbie ponad 1 mln kopii, uzyskując platynowy status według RIAA. Wydała także trzy solowe albumy studyjne: Stars Dance, Revival i Rare. Wszystkie jej płyty uzyskały statusy złotych płyt w Stanach Zjednoczonych za sprzedaż w ponad 500 tys. nakładzie.
W 2008 została odznaczona honorowym tytułem ambasadora dobrej woli UNICEF, stając się jednocześnie najmłodszym członkiem tego gremium.

## Życiorys

### Młodość
Urodziła się 22 lipca 1992 w Grand Prairie w Teksasie. Jej matka, aktorka teatralna Amanda Dawn „Mandy” Cornett, ma włoskie i amerykańskie korzenie, a ojciec, Ricardo Joel Gomez, ma pochodzenie meksykańskie. Rodzice nadali jej imię na cześć wokalistki Seleny, jednej z największych gwiazd muzyki tejano na świecie.
Gdy miała pięć lat, jej rodzice się rozwiedli; Gomez była wychowywana przez matkę, która w 2006 wyszła za mąż za Briana Teefeya. 12 czerwca 2013 urodziła się przyrodnia siostra Gomez, Gracie Elliot Teefey. Piosenkarka ma też rodzeństwo od strony ojca i jego żony Sary – siostrę Victorię (ur. 24 czerwca 2014) i przybranego brata Marcusa, syna Sary z poprzedniego związku.
W wywiadzie, którego w 2009 udzieliła magazynowi „People”, przyznała, że zainteresowanie aktorstwem zrodziło się u niej, gdy obserwowała, jak jej matka przygotowywała się do swoich produkcji teatralnych. W maju 2010 otrzymała dyplom ukończenia szkoły średniej na drodze edukacji domowej.

### Kariera aktorska

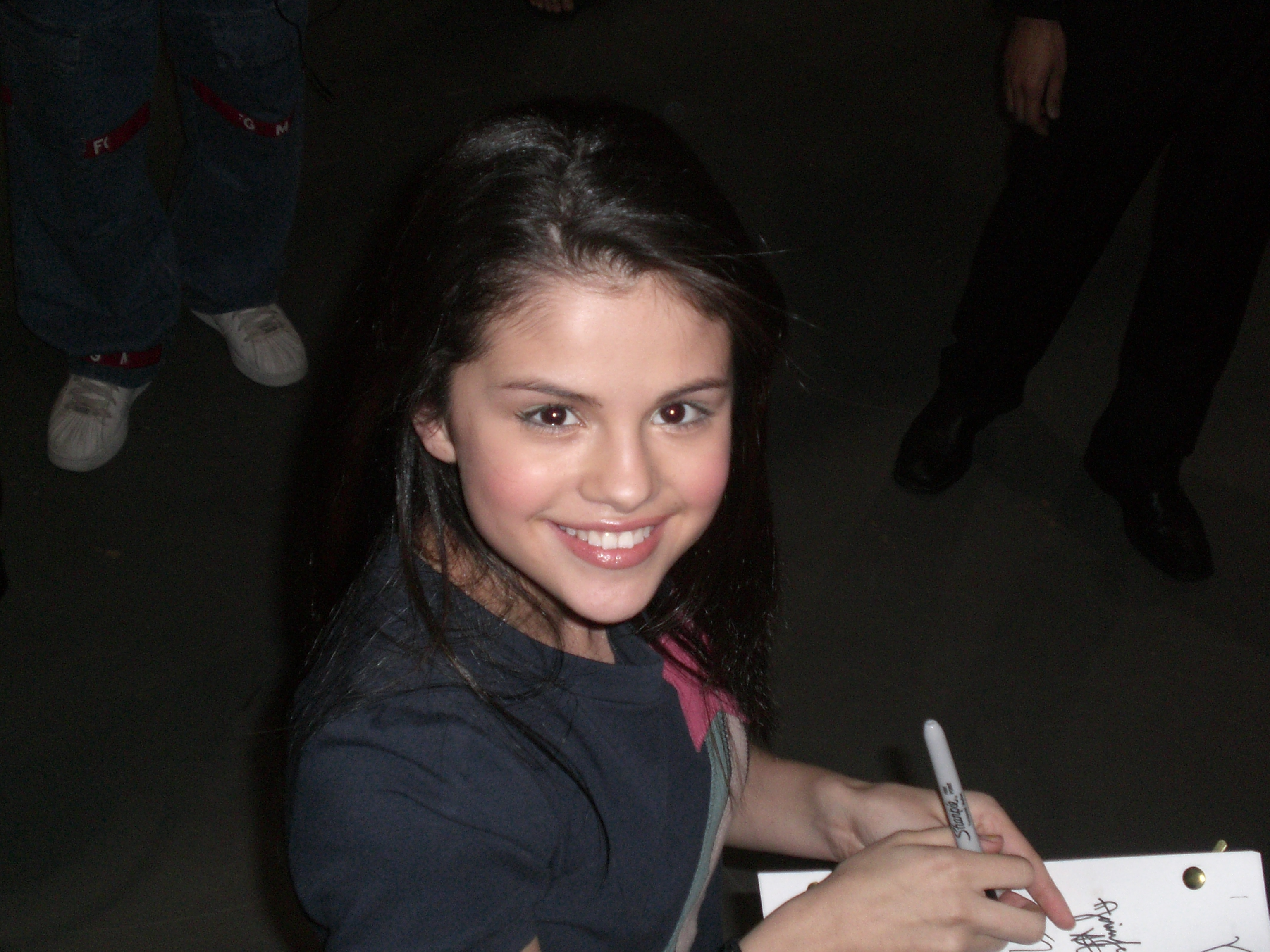
Selena Gomez na planie serialu Czarodzieje z Waverly Place, 2007

Karierę aktorską rozpoczęła w wieku siedmiu lat, wcielając się w postać Gianny w serialu Barney i przyjaciele. Następnie zagrała epizodyczne role w obrazie Mali agenci 3D: Trójwymiarowy odjazd oraz w filmie telewizyjnym Strażnik Teksasu – Próba ognia.
W 2004 została dostrzeżona przez Disney Channel. W następstwie pojawiła się gościnnie w serialach Nie ma to jak hotel oraz Hannah Montana, w którym jej rola przekształcona została z czasem w postać powracającą, drugoplanową w drugiej i trzeciej serii. Nagrała ponadto dwa pilotażowe odcinki dla spin-offów seriali Disneya. Pierwszy z nich, What’s Stevie Thinking?, był spin-offem Lizzie McGuire; Gomez wcieliła się w nim w postać Stevie Sanchez, młodszej siostry Mirandy Sanchez. Z kolei drugi z nich, Arwin!, stanowił spin-off Nie ma to jak hotel, a Selena zagrała w nim Alex. Jednakże ostatecznie żaden z tych spin-offów nie został rozwinięty, a projekty wstrzymano.
Na początku 2007 została wytypowana do roli jednej z trzech głównych postaci, Alex Russo, w nowej produkcji Disney Channel, Czarodzieje z Waverly Place. Premierowy odcinek serialu przyciągnął w Stanach Zjednoczonych 5.9 milionów widzów, gruntując jego pozycję w ramówce stacji. Część mediów okrzyknęła Gomez mianem „następczyni Miley Cyrus”, wzbudzając tym samym liczne kontrowersje. Niektóre źródła donosiły ponadto o rzekomej rywalizacji i napięciach pomiędzy aktorkami, co Gomez sprostowała w jednym z wywiadów słowami: To wszystko jest nieco przytłaczające, ale tak naprawdę myślę, że to komplement. To oczywiste, że ona [Miley] odnosi wielkie sukcesy i myślę, że jest wspaniałą artystką. Dlatego bardzo schlebia mi, gdy ktoś porównuje mnie do niej.
W 2008 zagrała w filmie Kopciuszek: Roztańczona historia, będącym sequelem obrazu Historia Kopciuszka z 2004. Użyczyła także głosu córce burmistrza w filmie animowanym Horton słyszy Ktosia z marca 2008 roku. Miesiąc później Lacey Rose z magazynu Forbes wyróżniła Gomez na 5. miejscu listy ośmiu najbardziej obiecujących gwiazd dziecięcych, opisując ją jako „obdarzoną wieloma talentami nastolatkę”.
W lutym 2009 dostała angaż do jednej z dwóch głównych ról w swoim pierwszym filmie kinowym, Ramona i Beezus, czyli adaptacji serii nowel Ramona autorstwa Beverly Cleary. Jednocześnie przyznała, że w tamtym momencie nie czuła presji wynikającej z grania postaci dojrzalszych: Myślę, że w pełni zdaję sobie sprawę z tego, kim są moi odbiorcy, sama zresztą jestem wciąż dzieciakiem. Nie podjęłabym się roli, w której czułabym się źle lub która zostałaby źle odebrana przez mych fanów. W czerwcu 2009 pojawiła się gościnnie w serialu Słoneczna Sonny, w odcinku zatytułowanym „Battle of the Network Stars”. W tym samym miesiącu premierę na antenie Disney Channel miał film telewizyjny Program ochrony księżniczek, w którym Gomez ponownie pojawiła się u boku Demi Lovato. Audycja zgromadziła 8,6 miliona widzów; był to wtedy trzeci najlepszy wynik oglądalności osiągnięty przez Disney Channel Original Movie. W lipcu 2009 pojawiła się w crossoverze Wizards on Deck with Hannah Montana. 28 sierpnia premierę miał film telewizyjny Czarodzieje z Waverly Place: Film, oparty na serialu. Obejrzało go wówczas 11.4 milionów odbiorców; tym samym, Czarodzieje z Waverly Place: Film stał się najchętniej oglądanym programem w telewizji kablowej roku 2009, a zarazem 2. najlepszą premierą filmową Disney Channel w dotychczasowej historii tej stacji, tuż za High School Musical 2. W 2010 Czarodzieje z Waverly Place: Film wyróżniony został statuetką Emmy w kategorii wyróżniający się program dla dzieci. Rok wcześniej Emmy w tej samej kategorii otrzymał natomiast sam serial Czarodzieje z Waverly Place.
Pierwszy film kinowy z Gomez, Ramona i Beezus, miał premierę 23 lipca 2010 i otrzymał generalnie pozytywne oceny od krytyków. Mniej więcej w tym samym okresie Selena rozpoczęła prace na planie obrazu Monte Carlo, w którym na ekranie partnerowały jej między innymi Leighton Meester i Katie Cassidy. Gomez, wcielając się w główną rolę, zagrała Grace – dziewczynę, która podczas podróży do Paryża zostaje omyłkowo uznana za przedstawicielkę śmietanki towarzyskiej. Przygotowując się do prac na planie, Selena nauczyła się gry w polo, a także przez dwa tygodnie zasięgała konsultacji z trenerem wokalnym, ucząc się różnych odmian akcentu brytyjskiego. W tym samym roku aktorka przyznała, że czwarta seria serialu Czarodzieje z Waverly Place będzie zarazem ostatnią; jej produkcja zakończyła się 14 maja 2011 roku.
19 czerwca 2011 poprowadziła galę rozdania nagród MuchMusic Video Awards, zaś 6 listopada tę samą rolę, prowadzącej, pełniła podczas ceremonii MTV Europe Music Awards. W trakcie gali MTV wykonała ponadto premierowo singel „Hit the Lights”. Pojawiła się gościnnie w filmie Muppety, który miał światową premierę w listopadzie 2011. Również w 2011 wytwórnie Universal Pictures i Strike Entertainment wykupiły prawa do ekranizacji powieści Trzynaście powodów autorstwa Jaya Ashera; Gomez miała wcielić się w rolę głównej bohaterki – Hannah Baker. Premiera tegoż obrazu planowana była na rok 2014.
W 2013 ogłosiła przerwę w działalności muzycznej, by skupić się na karierze aktorskiej. Krótko po tym poinformowano, że zastąpi Miley Cyrus w obsadzie animowanego filmu Hotel Transylwania, wcielając się w rolę Mavis – córki Drakuli, którego dubbinguje Adam Sandler. W 2013 ukazał się kolejny film z udziałem Gomez, Spring Breakers, w reżyserii Harmony’ego Korine’a. Rok później zagrała drugoplanową rolę w Rudderless, nagrywając także piosenkę do soundtracku filmu, Hold On z Benem Kwellerem oraz główną rolę w filmie Behaving Badly, który jest adaptacją powieści Rica Browde’a While I’m Dead Feed the Dog.

### Kariera muzyczna

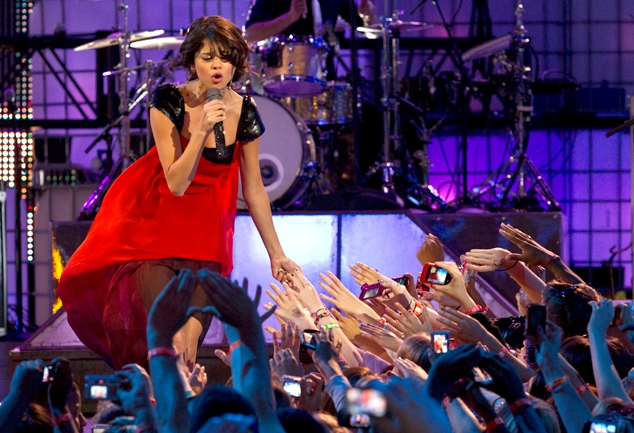
Selena Gomez podczas gali Much Music Video Awards 2011

W 2008 nagrała cover utworu „Cruella de Vil” na album kompilacyjny Disneymania 6. Następnie zarejestrowała trzy piosenki na ścieżkę dźwiękową obrazu ze swoim udziałem, Kopciuszek: Roztańczona historia. Również w 2008 roku nagrała utwór „Fly to Your Heart” na potrzeby filmu animowanego Dzwoneczek.
W lipcu 2008, tuż przed swoimi 16. urodzinami, podpisała kontrakt płytowy z wytwórnią Hollywood Records, należącą do studia Disney. W 2009 roku nagrała w duecie z Demi Lovato utwór „One and the Same”, wykorzystany jako ścieżka dźwiękowa filmu Program ochrony księżniczek. Kolejne cztery piosenki Gomez ukazały się na soundtracku serialu Czarodzieje z Waverly Place; jedna z nich, „Magic”, wydana została jako singel promujący płytę. W maju 2009 roku premierę w iTunes miał singel „Whoa Oh!”, który Gomez nagrała gościnnie z grupą pop punkową Forever the Sickest Kids.
W 2009 była współzałożycielką grupy muzycznej Selena Gomez & the Scene. Debiutancki album formacji, Kiss & Tell ukazał się 29 września nakładem Hollywood Records i uzyskał status złotej płyty w Stanach Zjednoczonych, rozchodząc się w ponad 800 tys. egzemplarzy na terenie tego państwa. Drugi album zespołu, A Year Without Rain, miał premierę 17 września 2010 i, podobnie jak poprzednik, odznaczony został certyfikatem złotej płyty według RIAA. 28 czerwca 2011 wydany został trzeci album zespołu pt. When the Sun Goes Down. Płyta zadebiutowała na 4. miejscu listy Billboard 200, rozchodząc się w 78 tysiącach kopii w ciągu pierwszych siedmiu dni dostępności na rynku amerykańskim. W następnym tygodniu When the Sun Goes Down awansował na 3. pozycję notowania, osiągając tym samym najwyższą lokatę w zestawieniu Billboard 200 spośród wszystkich dotychczasowych wydawnictw Selena Gomez & the Scene. W 2013 roku w wywiadzie dla Speakeasy ogłosiła rozwiązanie zespołu.
23 lipca 2013 wydała pierwszy, solowy album studyjny pt. Stars Dance, który ukazał się nakładem wytwórni Hollywood Records. Płyta pokryła się złotem m.in. w Kanadzie czy Meksyku oraz zadebiutowała na pierwszym miejscu w 28 państwach. Na polskiej liście OLiS krążek zajął 5. pozycję. 24 listopada 2014 ukazała się kompilacja For You zawierająca największe przeboje solowe artystki oraz z byłą grupą muzyczną Selena Gomez & the Scene. Pierwszy występ na żywo z piosenką „The Heart Wants What It Wants” odbył się 23 listopada podczas gali American Music Awards 2014.
23 lutego 2015 miał premierę utwór pt. „I Want You to Know” z gościnnym udziałem Gomez. Singiel pojawił się na albumie Zedda pt. True Colors, który pojawił się wiosną 2015 roku. 9 października wyszła druga solowa płyta Gomez pt. Revival. Pierwszy singiel z płyty, „Good for You”, został wydany 22 czerwca. Następnymi singlami były „Same Old Love”, „Hands to Myself” oraz „Kill Em with Kindness”, które stały się przebojami. Album został sprzedany w ponad 5 mln egzemplarzy na świecie i dotarł do szczyt zestawienia Billboard 200.
24 maja 2016 wydała singiel pt. „We Don’t Talk Anymore”, który napisała oraz wykonała wraz z Charliem Puthem. Utwór pochodzi z debiutanckiego albumu amerykańskiego artysty pt. Nine Track Mind, który ukazał się 29 stycznia 2016. 30 września odbyła się premiera singla „Trust Nobody” amerykańskiego DJ i producenta, Cashmere Cata, który współtworzyła Gomez i w którym gościnnie zaśpiewała. 13 lutego 2017 zapowiedziała nagrywanie utworu „It Ain’t Me” we współpracy z Kygo. Utwór pojawił się w sprzedaży 16 lutego. 18 maja wydała piosenkę „Bad Liar”, do której zrealizowała teledysk, mający premierę 14 czerwca. 13 lipca wydała singiel „Fetish”. 15 października wydała utwór „Wolves”, który nagrała przy współpracy z Marshmello. 18 listopada zaprezentowała teledysk do piosenki. 10 maja 2018 wydała singiel „Back to You”, promujący serial Trzynaście powodów.
10 stycznia 2020 wydała trzeci album studyjny pt. Rare, który promowała singlami: „Lose You to Love Me”, „Look at Her Now”  i tytułowym. 26 marca wydała teledysk do utworu „Dance Again”.
12 marca 2021 wydała hiszpańskojęzyczną EP-kę pt. Revelación, którą promowała singlami: „De una vez”, „Baila conmigo” i „Selfish Love” (z udziałem Dj Snake'a). W tym samym roku wydała utwór „999”, który nagrała w duecie z Camilem.

### Pozostała działalność

#### Filantropia

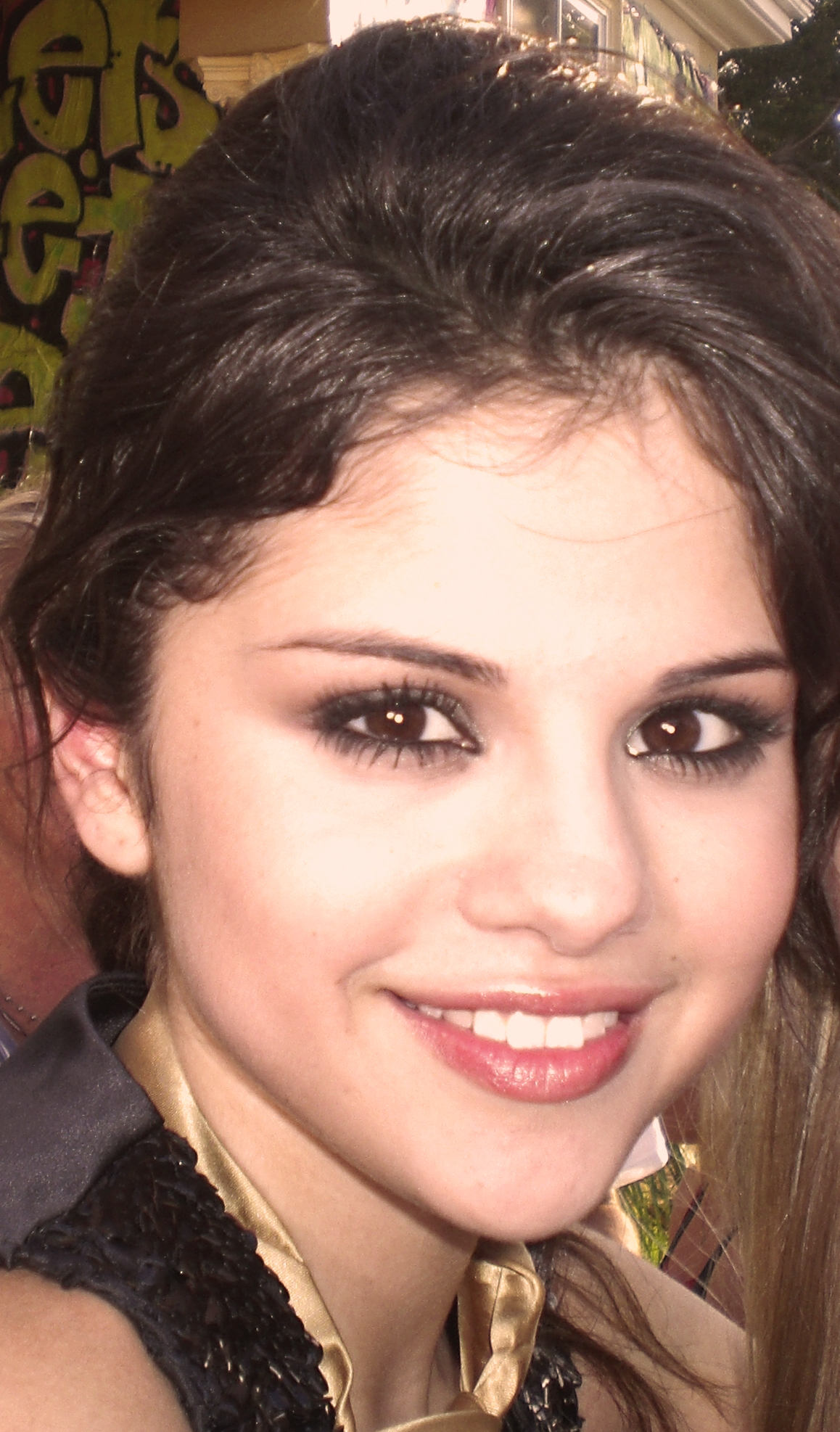
Gomez (2008)

Zaangażowała się w kampanię społeczną UR Votes Count, która miała poszerzyć wiedzę nastolatków na temat kandydatów na urząd prezydenta Stanów Zjednoczonych w wyborach z 2008, Baracka Obamy oraz Johna McCaina. W październiku 2008 wzięła udział w akcji Runway for Life zorganizowanej w dziecięcej placówce medycznej St. Jude’s Children’s Hospital. Jest ambasadorką projektu DoSomething.org; w jego ramach uczestniczyła m.in. w akcji charytatywnej Island Dog, mającej na celu pomoc psom z Portoryko. Wystąpiła w kampanii reklamowej firmy ubezpieczeniowej State Farm Insurance. Zaangażowała się w RAISE Hope for Congo, inicjatywę Enough Project, która ma na celu rozpowszechnianie wiadomości na temat konfliktu o surowce naturalne w Kongo, a także brutalnego traktowania tamtejszych kobiet.
W 2009 w ramach programu A Day Made Better odwiedziła jedną ze szkół podstawowych w Los Angeles, wręczyła władzom szkoły nagrodę i zestaw wyposażeniowy o wartości tysiąca dolarów, a następnie rozmawiała z uczniami o tym, jak ważną kwestią jest zaangażowanie w sprawy społeczne.
W październiku 2008 została ambasadorką kampanii społecznej UNICEFu, Trick-or-Treat for UNICEF, która nakłaniała, by w dniu Halloween zbierać pieniądze na pomoc potrzebującym dzieciom z całego świata. W sierpniu 2009 została ambasadorką dobrej woli UNICEF. W ramach pierwszej oficjalnej misji wyruszyła 4 września 2009 na tygodniową podróż do Ghany. W wywiadzie dla Associated Press powiedziała, że chciała wykorzystać swoją rozpoznawalność, by zwrócić uwagę na Ghanę. Podsumowując swoją rolę jako ambasadorki UNICEF-u, powiedziała: „Każdego dnia 25 tysięcy dzieci umiera z możliwych do uniknięcia przyczyn. Wraz z UNICEF-em wierzymy, że możemy zmienić tę liczbę z 25 tysięcy do zera. Wiem, że możemy tego dokonać, ponieważ UNICEF przez cały czas jest obecny na tych obszarach, dostarczając dzieciom ratującego życie wsparcia, które jest niezbędne, by mieć pewność, że liczba zero stanie się rzeczywistością”. W ramach akcji zebrano ponad 700 tys. dol. na cele charytatywne. W 2009 ponownie została ambasadorką kampanii Trick-or-Treat for UNICEF. W ramach promocji akcji zwycięzca charytatywnej aukcji internetowej miał okazję osobiście poznać Gomez podczas wybranego przez siebie koncertu. W 2010 podczas 60. edycji kampanii Trick-or-Treat for UNICEF Gomez ponownie pełniła rolę twarzy akcji. Z tej okazji jej zespół, Selena Gomez & the Scene, zagrał charytatywny koncert, a całość zebranych w ten sposób środków przekazał na rzecz Trick-or-Treat for UNICEF.
W lutym 2011 odwiedziła Chile, gdzie spotkała się z rodzinami objętymi programem Programa Puente UNICEF-u, który związany jest z rozpowszechnianiem wczesnej edukacji i innymi kwestiami z dziedziny wychowywania dzieci. W marcu tego samego roku wzięła udział w projekcie Celebrity Tap Pack, w ramach inicjatywy UNICEF Tap Project, polegającym na produkcji limitowanej edycji wody butelkowanej z wizerunkami osób uczestniczących w tej akcji; projekt miał na celu zebranie środków na dostarczenie potrzebującym czystej wody oraz wdrażanie programów sanitarnych.
Jest zaangażowana w działalność organizacji Disney’s Friends for Change, która ma na celu promocję zachowań przyjaznych dla środowiska.

#### Działalność biznesowa

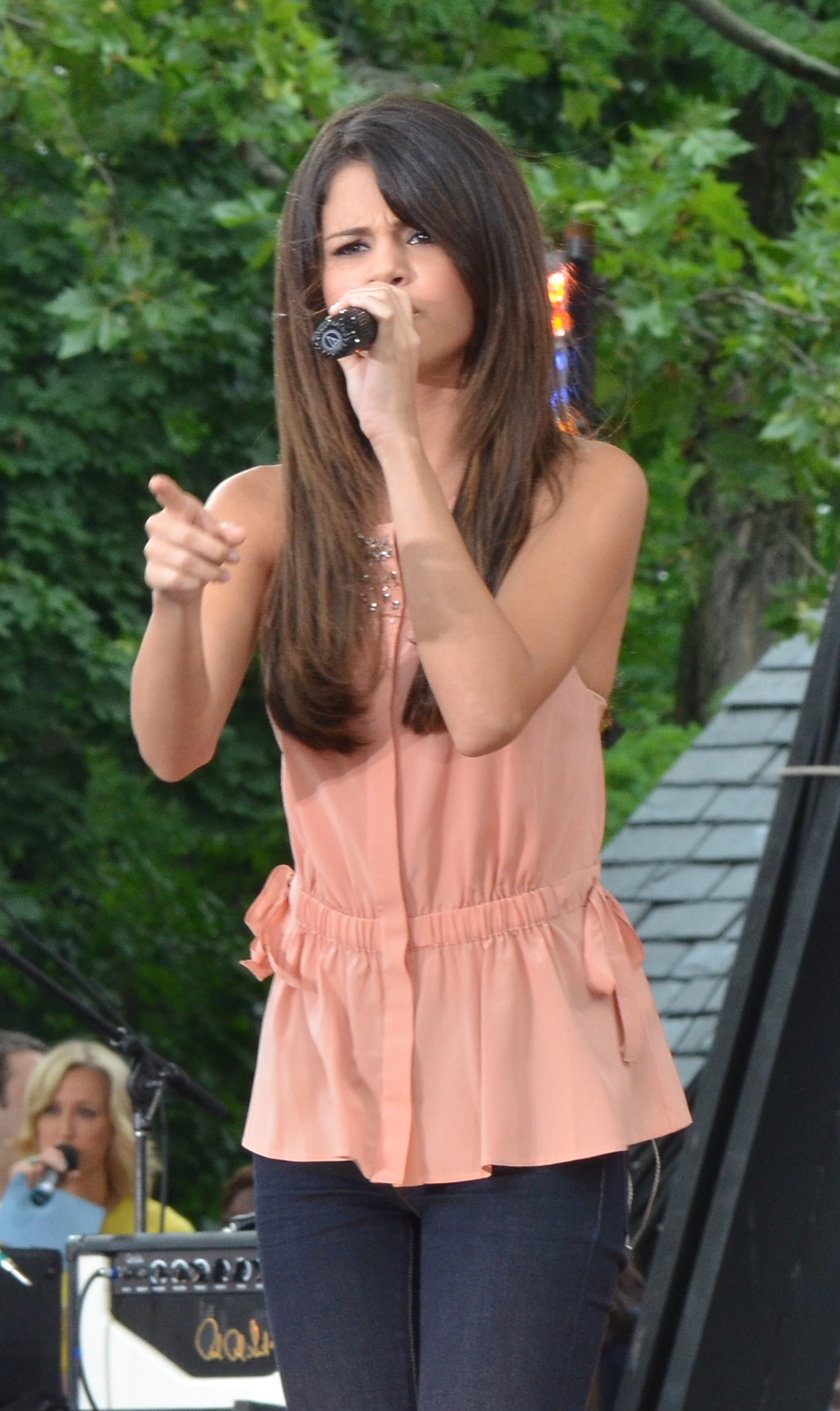
Gomez (2011)

Jesienią 2009 uczestniczyła w kampanii promującej kolekcję mody, dostępną w sklepach Sears, występując w jej reklamach telewizyjnych. W tym samym okresie została twarzą marki Borden Milk Products, wytwarzającej produkty mleczne.
Jesienią 2010 premierę miała jej linia odzieży Dream Out Loud by Selena Gomez. Przyznała, że linia ta odzwierciedla jej własny styl, zaś same ciuchy określiła mianem „kobiecych, uroczych i artystycznych”. Nad ubraniami pracowała z projektantami, Tonym Melillo i Sandrą Campos.
W 2011 podpisała umowę z firmą Adrenalina, która zajmie się produkcją, reklamą i dystrybucją perfum sygnowanych przez aktorkę. W 2013 stworzyła kolekcję lakierów do paznokci Nicole by OPI. W latach 2013–2015 była ambasadorką linii Adidas Neo.
W 2015 podpisała wartą 3 mln dol. umowę o współpracę z Pantene i stała się twarzą marki i kampanii „STRONG IS BEAUTIFUL”. W 2016 została ambasadorką kampanii „Share A Coke and A Song” marki Coca-Cola oraz domu mody Louis Vuitton. W 2017 została ambasadorką marki Coach. Nawiązała również współpracę z firmą Puma, która sprzedaje obuwie i stroje sportowe noszone przez Gomez.

## Życie prywatne

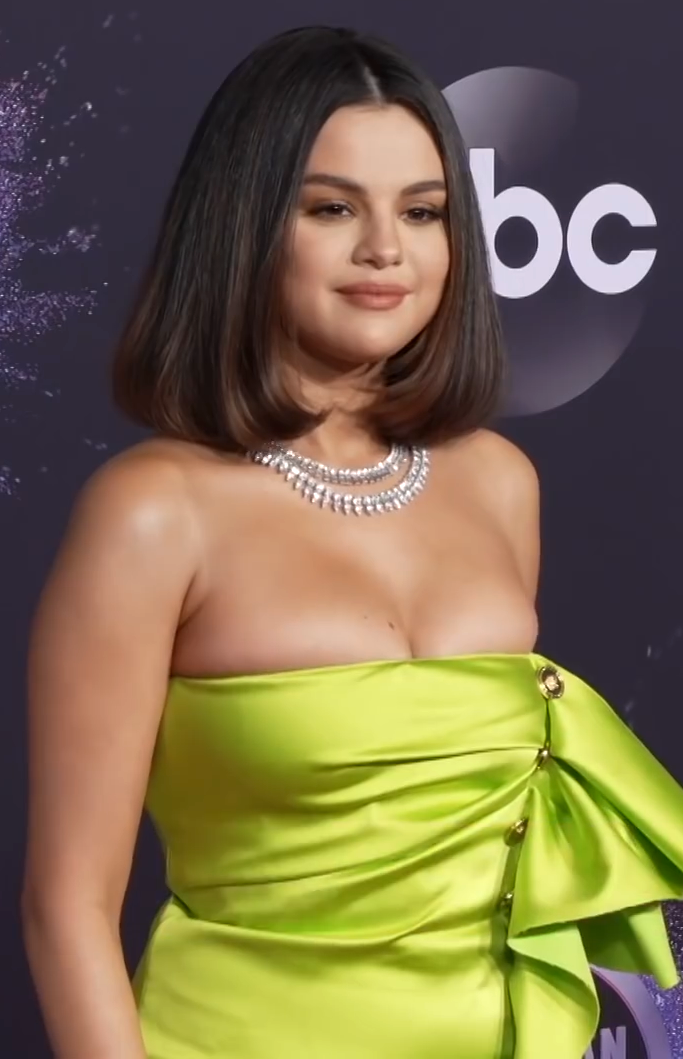
Gomez na gali American Music Awards 2019

Zgodnie z doniesieniami mediów, jej partnerami życiowymi byli m.in.: Nick Jonas (2008), Taylor Lautner (2009), Justin Bieber (2011–2014), The Weeknd (2017). Pod koniec 2017 Selena Gomez i Justin Bieber znów zostali parą, po czym znów rozstali się w marcu 2018. Związek z tym ostatnim przyciągał uwagę światowych mediów.
Mimo że została wychowana jako katoliczka, w dorosłym życiu przystąpiła do zielonoświątkowego kościoła Hillsong.
Jest właścicielką sześciu psów ratowniczych i określa samą siebie mianem „wielkiej miłośniczki zwierząt”. Jednego psa nazwała Baylor, ponieważ „B” jest od Bieber, a „aylor” od Taylor, długoletniej przyjaciółki Seleny.
Cierpi na toczeń rumieniowaty. W 2017 przeszła operację przeszczepienia nerki, która była konieczna ze względu na chorobę.

## Filmografia

### Film
| Rok  | Tytuł                                      | Rola                                  | Informacje                                |
| ---- | ------------------------------------------ | ------------------------------------- | ----------------------------------------- |
| 2003 | Mali agenci 3D: Trójwymiarowy odjazd       | dziewczyna w parku wodnym             | rola drugoplanowa                         |
| 2005 | Strażnik Teksasu – Próba ognia             | Julie                                 | film telewizyjny                          |
| 2008 | Kopciuszek: Roztańczona historia           | Mary Santiago                         | główna rola                               |
| 2008 | Horton słyszy Ktosia                       | córka burmistrza                      | głos, rola drugoplanowa                   |
| 2009 | Program ochrony księżniczek                | Carter Mason                          | Disney Channel Original Movie główna rola |
| 2009 | Czarodzieje z Waverly Place: Film          | Alex Russo                            | Disney Channel Original Movie główna rola |
| 2009 | Artur i zemsta Maltazara                   | księżniczka Selenia                   | głos                                      |
| 2010 | Artur i Minimki 3. Dwa światy              | księżniczka Selenia                   | głos                                      |
| 2010 | Ramona i Beezus                            | Beatrice „Beezus” Quimby              | główna rola                               |
| 2011 | Monte Carlo                                | Grace Bennett/Cordelia Winthrop Scott | główna rola                               |
| 2011 | Muppety                                    | ona sama                              | gościnnie                                 |
| 2012 | Funny or Die                               | kobieta                               | epizod                                    |
| 2012 | Hotel Transylwania                         | Mavis                                 | głos                                      |
| 2013 | Girl Rising                                | głos                                  | film dokumentalny                         |
| 2013 | Spring Breakers                            | Faith                                 | główna rola                               |
| 2013 | Aftershock                                 | Lisa                                  | gościnnie                                 |
| 2013 | Behaving Badly                             | Nina Pennington                       | główna rola                               |
| 2013 | Getaway                                    | The Kid                               | główna rola                               |
| 2014 | Rudderless                                 | Kate Ann Lucas                        | rola drugoplanowa                         |
| 2015 | The Big Short                              | ona sama                              | epizod                                    |
| 2015 | Hotel Transylwania 2                       | Mavis                                 | głos                                      |
| 2016 | Opiekun                                    | Dot                                   | główna rola                               |
| 2016 | Sąsiedzi 2                                 | Madison                               | Przewodnicząca stowarzyszenia Phi Lamda   |
| 2016 | In Dubious Battle                          | Lisa London                           | główna rola                               |
| 2018 | Hotel Transylwania 3                       | Mavis                                 | głos                                      |
| 2019 | W deszczowy dzień w Nowym Jorku            | Shannon Tyrell                        | rola drugoplanowa                         |
| 2019 | Truposze nie umierają (The Dead Don’t Die) | Zoe                                   | rola drugoplanowa                         |
| 2020 | Doktor Dolittle                            | Betsy                                 | głos                                      |
| 2022 | Hotel Transylwania: Transformania          | Mavis                                 | głos                                      |
| 2022 | Selena Gomez: nic o mnie beze mnie         | ona sama                              | film dokumentalny                         |
| 2024 | Emilia Pérez                               | Jessi Del Monte                       |                                           |

### Telewizja
| Rok       | Tytuł                                 | Rola               | Informacje |
| --------- | ------------------------------------- | ------------------ | --- |
| 2002–2003 | Barney i przyjaciele                  | Gianna             | |
| 2006      | Brain Zapped                          | Emily Grace Garcia | odcinek pilotażowy |
| 2006      | Nie ma to jak hotel                   | Gwen               | „A Midsummer’s Nightmare” (seria 2, odcinek 22) |
| 2007–2008 | Hannah Montana                        | Mikayla            | „I Want You to Want Me... to Go to Florida” (seria 2, odcinek 13) „That’s What Friends Are For?” (seria 2, odcinek 18) „(We’re So Sorry) Uncle Earl” (seria 2, odcinek 22) |
| 2007–2012 | Czarodzieje z Waverly Place           | Alex Russo         | główna rola |
| 2009      | Nie ma to jak statek                  | Alex Russo         | „Double-Crossed” (seria 1, odcinek 21) |
| 2009      | Hannah Montana                        | Alex Russo         | „Double-Crossed” |
| 2009      | Słoneczna Sonny                       | ona sama           | „Battle of the Networks’ Stars” (seria 1, odcinek 13) |
| 2011      | Z innej beczki                        | ona sama           | gość muzyczny |
| 2011      | Wkręty z górnej półki                 | ona sama           | gwiazda |
| 2013      | Powrót czarodziejów: Alex kontra Alex | Alex Russo         | |
| 2021–     | Zbrodnie po sąsiedzku                 | Mabel Mora         | główna obsada |

## Dyskografia

### Albumy solowe
- Stars Dance (2013)
- For You (2014)
- Revival (2015)
- Rare (2020)
- Revelación (2021) (hiszpańskojęzyczna epka)
- I Said I Love You First (2025) (z Benny Blanco)

### Ścieżki dźwiękowe
| Rok                                                | Album | Najwyższa pozycja | Najwyższa pozycja | Najwyższa pozycja | Najwyższa pozycja |
| Rok                                                | Album | USA               | USA OST           | USA Kids          | NOR               |
| -------------------------------------------------- | --- | ----------------- | ----------------- | ----------------- | ----------------- |
| 2008                                               | Kopciuszek: Roztańczona historia - Wydany: 26 sierpnia 2008 - Format: CD, digital download - Wytwórnia: Walt Disney Records | 116               | 8                 | –                 | –                 |
| 2009                                               | Czarodzieje z Waverly Place - Wydany: 4 sierpnia 2009 - Format: CD, digital download - Wytwórnia: Walt Disney Records       | 24                | 4                 | 2                 | 27                |
| „–” oznacza, że album nie zajął miejsc na listach. | |                   |                   |                   |                   |

### Gościnnie na innych albumach
| Rok  | Tytuł                             | Album                      |
| ---- | --------------------------------- | -------------------------- |
| 2008 | „Cruella de Vil”                  | Disneymania 6              |
| 2008 | „Fly to Your Heart”               | Disney Fairies: Tinkerbell |
| 2009 | „Everything Is Not What It Seems” | Disney Channel Playlist    |
| 2009 | „Everything Is Not What It Seems” | Pop It Rock It!            |
| 2010 | „Trust in Me”                     | Disneymania 7              |
| 2010 | „Winter Wonderland”               | Family Holiday, Vol. 2     |

## Trasy koncertowe

### Z projektem „Selena Gomez & The Scene”
- Live in Concert (2009–2010)
- A Year Without Rain Tour (2010–2011)
- We Own the Night Tour (2011–2012)

### Solowe
- Stars Dance Tour (2013–2014)
- Revival Tour (2016)

## Nagrody i nominacje
| Rok                                        | Nagroda                                    | Kategoria                                                                                              | Przedmiot nominacji                       | Rezultat  |
| ------------------------------------------ | ------------------------------------------ | --- | ----------------------------------------- | --------- |
| 2008                                       | ALMA Awards                                | Najlepsza aktorka w serialu komediowym                                                                 | Czarodzieje z Waverly Place               | Nominacja |
| 2008                                       | Imagen Awards                              | Najlepsza aktorka telewizyjna                                                                          | Czarodzieje z Waverly Place               | Nominacja |
| 2008                                       | Young Artist Awards                        | Najlepszy młody zespół aktorski w serialu telewizyjnym                                                 | Czarodzieje z Waverly Place               | Nominacja |
| 2009                                       | NAACP Image Awards                         | Najlepszy występ w dziecięcym/młodzieżowym serialu/programie telewizyjnym                              | Czarodzieje z Waverly Place               | Nominacja |
| 2009                                       | Nickelodeon Kids’ Choice Awards            | Ulubiona aktorka telewizyjna                                                                           | Czarodzieje z Waverly Place               | Wygrana   |
| 2009                                       | Young Artist Awards                        | Najlepszy występ w filmie telewizyjnym, miniserialu lub programie specjalnym                           | Kopciuszek: Roztańczona historia          | Wygrana   |
| 2009                                       | Young Artist Awards                        | Najlepszy występ w serialu telewizyjnym                                                                | Czarodzieje z Waverly Place               | Nominacja |
| 2009                                       | Young Artist Awards                        | Najlepsza rola dubbingowa                                                                              | Horton słyszy Ktosia                      | Nominacja |
| 2009                                       | Teen Choice Awards                         | Najlepsza tancerka                                                                                     | ona sama                                  | Wygrana   |
| 2009                                       | Teen Choice Awards                         | Najlepsza aktorka telewizyjna                                                                          | Program ochrony księżniczek               | Wygrana   |
| 2009                                       | Teen Choice Awards                         | Stylowa ikona czerwonego dywanu                                                                        | ona sama                                  | Wygrana   |
| 2009                                       | Imagen Awards                              | Najlepsza aktorka telewizyjna                                                                          | Czarodzieje z Waverly Place               | Nominacja |
| 2009                                       | ALMA Awards                                | Najlepsza telewizyjna aktorka komediowa                                                                | Czarodzieje z Waverly Place               | Wygrana   |
| 2009                                       | Nickelodeon Australian Kids’ Choice Awards | Ulubiona międzynarodowa gwiazda telewizyjna                                                            | Czarodzieje z Waverly Place               | Nominacja |
| 2010                                       | Gracie Awards                              | Wschodząca gwiazda telewizji                                                                           | Czarodzieje z Waverly Place               | Wygrana   |
| 2010                                       | NAACP Image Awards                         | Najlepszy występ w dziecięcym/młodzieżowym serialu/programie telewizyjnym                              | Czarodzieje z Waverly Place               | Nominacja |
| 2010                                       | Nickelodeon Kids’ Choice Awards            | Ulubiona aktorka telewizyjna                                                                           | Czarodzieje z Waverly Place               | Wygrana   |
| 2010                                       | Young Artist Awards                        | Najlepszy występ w filmie telewizyjnym, miniserialu lub programie specjalnym                           | Program ochrony księżniczek               | Nominacja |
| 2010                                       | BET Awards                                 | Młoda gwiazda                                                                                          | ona sama                                  | Nominacja |
| 2010                                       | Teen Choice Awards                         | Ulubiona telewizyjna aktorka komediowa                                                                 | Czarodzieje z Waverly Place               | Wygrana   |
| 2010                                       | Teen Choice Awards                         | Stylowa ikona czerwonego dywanu                                                                        | ona sama                                  | Nominacja |
| 2010                                       | Teen Choice Awards                         | Ulubiona aktorka lata                                                                                  | Ramona i Beezus                           | Wygrana   |
| 2010                                       | Imagen Awards                              | Najlepsza aktorka telewizyjna                                                                          | Czarodzieje z Waverly Place: Film         | Nominacja |
| 2010                                       | Nickelodeon Australian Kids’ Choice Awards | Ulubiona gwiazda telewizji                                                                             | Czarodzieje z Waverly Place               | Nominacja |
| 2010                                       | Bravo Otto                                 | Najlepsza aktorka telewizyjna – Złoty Otto                                                             | ona sama                                  | Wygrana   |
| 2010                                       | Mexico Kids’ Choice Awards                 | Ulubiona międzynarodowa postać kobieca                                                                 | Czarodzieje z Waverly Place               | Nominacja |
| 2010                                       | Women’s Image Network Awards               | Aktorka odgrywająca ważną rolę                                                                         | Ramona i Beezus                           | Nominacja |
| 2010                                       | Premios People En Español                  | Najlepszy aktor latynoski z serii w języku angielskim                                                  | Czarodzieje z Waverly Place               | Wygrana   |
| 2011                                       | NAACP Image Awards                         | Najlepszy występ w dziecięcym/młodzieżowym serialu/programie telewizyjnym                              | Czarodzieje z Waverly Place               | Nominacja |
| 2011                                       | Nickelodeon Kids’ Choice Awards            | Ulubiona aktorka telewizyjna                                                                           | Czarodzieje z Waverly Place               | Wygrana   |
| 2011                                       | Nickelodeon Kids’ Choice Awards            | Ulubiona wokalistka                                                                                    | ona sama                                  | Nominacja |
| 2011                                       | Teen Choice Awards                         | „Najgorętsza” gwiazda                                                                                  | ona sama                                  | Wygrana   |
| 2011                                       | Teen Choice Awards                         | Ulubiona telewizyjna aktorka komediowa                                                                 | Czarodzieje z Waverly Place               | Wygrana   |
| 2011                                       | Teen Choice Awards                         | Ulubiona aktorka lata                                                                                  | Monte Carlo                               | Nominacja |
| 2011                                       | Teen Choice Awards                         | Ulubiona wokalistka lata                                                                               | ona sama                                  | Nominacja |
| 2011                                       | Imagen Awards                              | Najlepsza aktorka telewizyjna młodego pokolenia                                                        | Czarodzieje z Waverly Place               | Wygrana   |
| 2011                                       | ALMA Awards                                | Ulubiona telewizyjna aktorka komediowa                                                                 | Czarodzieje z Waverly Place               | Nominacja |
| 2011                                       | ALMA Awards                                | Ulubiona aktorka filmowa w komedii lub musicalu                                                        | Monte Carlo                               | Nominacja |
| 2011                                       | ALMA Awards                                | Ulubiona wokalistka                                                                                    | ona sama                                  | Wygrana   |
| 2011                                       | MTV Europe Music Awards                    | Najwięksi fani                                                                                         | ona sama                                  | Nominacja |
| 2011                                       | Nickelodeon Australian Kids’ Choice Awards | Ulubiona gwiazda telewizji                                                                             | Czarodzieje z Waverly Place               | Wygrana   |
| 2011                                       | Nickelodeon Argentina Kids’ Choice Awards  | Ulubiona międzynarodowa wokalistka                                                                     | ona sama                                  | Wygrana   |
| 2011                                       | Bravo Otto                                 | Najlepsza piosenkarka – Brązowy Otto                                                                   | ona sama                                  | Wygrana   |
| 2011                                       | Bravo Otto                                 | Najlepsza aktorka filmowa – Srebrny Otto                                                               | ona sama                                  | Wygrana   |
| 2011                                       | Bravo Otto                                 | Najlepsza aktorka telewizyjna – Złoty Otto                                                             | ona sama                                  | Wygrana   |
| 2011                                       | Telehit Awards                             | Najlepszy nowy międzynarodowy artysta                                                                  | ona sama                                  | Wygrana   |
| 2011                                       | Shorty Awards                              | Gwiazda                                                                                                | ona sama                                  | Nominacja |
| 2011                                       | Youth Rock Awards                          | Rockin’ Ensemble Cast (TV/Comedy)                                                                      | Czarodzieje z Waverly Place               | Nominacja |
| 2011                                       | Youth Rock Awards                          | Rockin’ Artist of the Year                                                                             | ona sama                                  | Nominacja |
| 2012                                       | Nickelodeon Kids’ Choice Awards            | Ulubiona aktorka telewizyjna                                                                           | Czarodzieje z Waverly Place               | Wygrana   |
| 2012                                       | Nickelodeon Kids’ Choice Awards            | Ulubiona wokalistka                                                                                    | ona sama                                  | Wygrana   |
| 2012                                       | ASTRA Awards                               | Ulubiony aktor o międzynarodowej osobowości                                                            | Czarodzieje z Waverly Place               | Nominacja |
| 2012                                       | Bravo Otto                                 | Najlepsza piosenkarka – Złoty Otto                                                                     | ona sama                                  | Wygrana   |
| 2012                                       | Bravo Otto                                 | Najlepsza aktorka telewizyjna – Złoty Otto                                                             | ona sama                                  | Wygrana   |
| 2012                                       | Do Something Awards                        | Do Something Couple (wraz z Justinem Bieberem)                                                         | ona sama                                  | Nominacja |
| 2012                                       | Do Something Awards                        | So Something Facebook (wraz z UNICEF)                                                                  | ona sama                                  | Nominacja |
| 2012                                       | Glamour Awards                             | Międzynarodowy muzyk/artysta solowy                                                                    | ona sama                                  | Nominacja |
| 2012                                       | Glamour Women of the Year Awards           | Independent Spirit Award                                                                               | ona sama                                  | Nominacja |
| 2012                                       | Imagen Awards                              | Najlepsza aktorka telewizyjna młodego pokolenia                                                        | Czarodzieje z Waverly Place               | Nominacja |
| 2012                                       | Meus Prêmios Nick                          | Ulubiony międzynarodowy artysta                                                                        | ona sama                                  | Nominacja |
| 2012                                       | O Music Awards                             | Najlepszy artysta z cameraphone                                                                        | ona sama                                  | Wygrana   |
| 2012                                       | Shorty Awards                              | Aktorka                                                                                                | ona sama                                  | Wygrana   |
| 2012                                       | Shorty Awards                              | Gwiazda                                                                                                | ona sama                                  | Nominacja |
| 2012                                       | Teen Choice Awards                         | „Najgorętsza” gwiazda                                                                                  | ona sama                                  | Nominacja |
| 2012                                       | Lunas del Auditorio                        | Najlepszy artysta popowy w języku obcym                                                                | ona sama                                  | Nominacja |
| 2012                                       | Premios People En Español                  | Królowa Facebooka                                                                                      | ona sama                                  | Nominacja |
| 2013                                       | Alliance of Women Film Journalists         | Aktorka najbardziej potrzebująca nowego agenta (wraz z Ashley Benson, Rachel Korine & Vanessą Hudgens) | Spring Breakers                           | Nominacja |
| 2013                                       | Imagen Awards                              | Najlepsza aktorka telewizyjna                                                                          | Powrót czarodziejów: Alex kontra Alex     | Nominacja |
| 2013                                       | MTV Europe Music Awards                    | Najlepsza artystka                                                                                     | ona sama                                  | Nominacja |
| 2013                                       | MTV Millennial Awards                      | Gwiazda bez filtra na Instagram                                                                        | ona sama                                  | Nominacja |
| 2013                                       | MTV Video Music Awards                     | Najlepsze popowe video                                                                                 | „Come & Get It”                           | Wygrana   |
| 2013                                       | MTV Video Music Awards                     | Najlepsza piosenka lata                                                                                | „Come & Get It”                           | Nominacja |
| 2013                                       | NewNowNext Awards                          | Triple Play                                                                                            | ona sama                                  | Wygrana   |
| 2013                                       | Nickelodeon Kids’ Choice Awards            | Ulubiona aktorka telewizyjna                                                                           | Czarodzieje z Waverly Place               | Wygrana   |
| 2013                                       | Mexico Kids’ Choice Awards                 | Ulubiony międzynarodowy artysta                                                                        | ona sama                                  | Nominacja |
| 2013                                       | Meus Prêmios Nick                          | Ulubiony międzynarodowy artysta                                                                        | ona sama                                  | Nominacja |
| 2013                                       | O Music Awards                             | Fan Army FTW                                                                                           | ona sama                                  | Nominacja |
| 2013                                       | People’s Choice Awards                     | Favorite Music Fan Following                                                                           | ona sama                                  | Nominacja |
| 2013                                       | Radio Disney Music Awards                  | Najlepsza artystka                                                                                     | ona sama                                  | Wygrana   |
| 2013                                       | Radio Disney Music Awards                  | Najzagorzalsi fani                                                                                     | ona sama                                  | Nominacja |
| 2013                                       | Shorty Awards                              | Aktorka                                                                                                | ona sama                                  | Wygrana   |
| 2013                                       | Shorty Awards                              | Gwiazda stylu                                                                                          | ona sama                                  | Wygrana   |
| 2013                                       | Teen Choice Awards                         | Ulubiona artystka                                                                                      | ona sama                                  | Nominacja |
| 2013                                       | Teen Choice Awards                         | Ulubiona piosenka o zerwaniu                                                                           | „Come & Get It”                           | Wygrana   |
| 2013                                       | Teen Choice Awards                         | Ulubiona piosenkarka lata                                                                              | ona sama                                  | Wygrana   |
| 2013                                       | Teen Choice Awards                         | Ulubiona piosenka artystki                                                                             | „Come & Get It”                           | Nominacja |
| 2013                                       | Teen Choice Awards                         | „Najgorętsza” gwiazda                                                                                  | ona sama                                  | Wygrana   |
| 2013                                       | Teen Choice Awards                         | Ulubiony uśmiech                                                                                       | ona sama                                  | Nominacja |
| 2013                                       | Young Hollywood Awards                     | Ulubiony album fanów                                                                                   | Stars Dance                               | Wygrana   |
| 2013                                       | Young Hollywood Awards                     | Najlepsza trasa koncertowa                                                                             | Stars Dance Tour                          | Wygrana   |
| 2013                                       | YouTube Music Awards                       | Video roku                                                                                             | „Come & Get It”                           | Nominacja |
| 2013                                       | Bravo Otto                                 | Sexy Babe – Złoty Otto                                                                                 | ona sama                                  | Wygrana   |
| 2013                                       | Bravo Otto                                 | Super BFFs – Złoty Otto (wraz z Taylor Swift)                                                          | ona sama                                  | Wygrana   |
| 2013                                       | Make-A-Wish Foundation                     | Chris Greicius Celebrity Award                                                                         | ona sama                                  | Wygrana   |
| 2013                                       | Billboard.com Mid-Year Music Awards        | Najlepsze video                                                                                        | „Come & Get It”                           | Nominacja |
| 2013                                       | Latin Music Italian Awards                 | Najlepszy latynoski występ na żywo we Włoszech                                                         | ona sama                                  | Wygrana   |
| 2013                                       | Premios People En Español                  | Piosenka roku                                                                                          | „Come & Get It”                           | Nominacja |
| 2013                                       | Premios People En Español                  | Najlepsza piosenkarka                                                                                  | ona sama                                  | Nominacja |
| 2013                                       | Telehit Awards                             | Najlepszy żeński album popowy                                                                          | Stars Dance                               | Nominacja |
| 2014                                       | Nickelodeon Kids’ Choice Awards            | Ulubiona piosenkarka                                                                                   | ona sama                                  | Wygrana   |
| KCA Best Fan Army                          | Nickelodeon Kids’ Choice Awards            | | ona sama                                  | Wygrana   |
| Złote Maliny                               | Najgorsza aktorka                          | Getaway                                                                                                | Nominacja                                 |           |
| iHeartRadio Music Awards                   | Najlepszy Instagram                        | ona sama                                                                                               | Nominacja                                 |           |
| MTV Italian Music Awards                   | Artist Saga                                | ona sama                                                                                               | Nominacja                                 |           |
| MTV Millennial Awards                      | Globalny Instagram gwiazdy                 | ona sama                                                                                               | Nominacja                                 |           |
| Much Music Video Awards                    | Your Fave International Artist/Group       | ona sama                                                                                               | Wygrana                                   |           |
| Much Music Video Awards                    | Międzynarodowe video artysty roku          | „Come & Get It”                                                                                        | Nominacja                                 |           |
| Nickelodeon Australian Kids’ Choice Awards | Favorite Hottie                            | ona sama                                                                                               | Nominacja                                 |           |
| Colombia Kids’ Choice Awards               | Ulubiony międzynarodowy artysta lub zespół | ona sama                                                                                               | Nominacja                                 |           |
| People’s Choice Awards                     | Ulubiona piosenkarka                       | ona sama                                                                                               | Nominacja                                 |           |
| Radio Disney Music Awards                  | Piosenka roku                              | „Come & Get It”                                                                                        | Wygrana                                   |           |
| Radio Disney Music Awards                  | Most Talked About Artist                   | ona sama                                                                                               | Wygrana                                   |           |
| Radio Disney Music Awards                  | Najlepsza piosenka taneczna                | „Birthday”                                                                                             | Wygrana                                   |           |
| Teen Choice Awards                         | „Najgorętsza” gwiazda                      | ona sama                                                                                               | Wygrana                                   |           |
| Teen Choice Awards                         | Ulubiony uśmiech                           | ona sama                                                                                               | Nominacja                                 |           |
| Teen Choice Awards                         | Ulubiony Instagram                         | ona sama                                                                                               | Nominacja                                 |           |
| Teen Choice Awards                         | Ostateczna nagroda                         | ona sama                                                                                               | Wygrana                                   |           |
| unite4:Humanity                            | Młoda wizjonerka                           | ona sama                                                                                               | Wygrana                                   |           |
| World Music Awards                         | Najlepsza piosenka                         | „Come & Get It”                                                                                        | Nominacja                                 |           |
| World Music Awards                         | Najlepsze video                            | „Come & Get It”                                                                                        | Nominacja                                 |           |
| World Music Awards                         | Najlepsza artystka                         | ona sama                                                                                               | Nominacja                                 |           |
| World Music Awards                         | Najlepszy występ na żywo                   | ona sama                                                                                               | Nominacja                                 |           |
| World Music Awards                         | Najlepszy komik roku                       | ona sama                                                                                               | Nominacja                                 |           |
| World Music Awards                         | Najlepsza piosenka                         | „Slow Down”                                                                                            | Nominacja                                 |           |
| World Music Awards                         | Najlepsze video                            | „Slow Down”                                                                                            | Nominacja                                 |           |
| Ischia Film Festival                       | Ischia Kids Global Icon Award              | ona sama                                                                                               | Wygrana                                   |           |
| Meus Prêmios Nick                          | Ulubiony fandom                            | ona sama                                                                                               | Nominacja                                 |           |
| 2015                                       | Nickelodeon Kids’ Choice Awards            | ona sama                                                                                               | Ulubiona piosenkarka                      | Wygrana   |
| 2015                                       | Teen Choice Awards                         | ona sama                                                                                               | Najlepsza artystka                        | Nominacja |
| 2015                                       | Teen Choice Awards                         | ona sama                                                                                               | „Najgorętsza” gwiazda                     | Nominacja |
| 2015                                       | Teen Choice Awards                         | Najlepsza piosenka klubowa (wraz z Zedd’em)                                                            | „I Want You to Know”                      | Nominacja |
| 2015                                       | Teen Choice Awards                         | Najlepsza piosenka wakacyjna: Kobieta                                                                  | „Good For You”                            | Nominacja |
| 2015                                       | Teen Choice Awards                         | Królowa mediów                                                                                         | ona sama                                  | Nominacja |
| 2015                                       | Teen Choice Awards                         | Najlepszy użytkownik instagrama                                                                        | ona sama                                  | Nominacja |
| 2015                                       | Teen Choice Awards                         | Najlepsza artystka                                                                                     | ona sama                                  | Nominacja |
| 2015                                       | Teen Choice Awards                         | Najlepsza piosenka o rozstaniu                                                                         | „The Heart Wants What It Wants”           | Nominacja |
| 2015                                       | Teen Choice Awards                         | Najlepsza wakacyjna artystka                                                                           | ona sama                                  | Nominacja |
| 2015                                       | Billboard Music Awards                     | Top Social Artist                                                                                      | ona sama                                  | Nominacja |
| 2015                                       | Billboard Women in Music Awards            | Chart-Topper                                                                                           | ona sama                                  | Wygrana   |
| 2015                                       | iHeartRadio Music Awards                   | Najlepsi fani                                                                                          | ona sama                                  | Nominacja |
| 2015                                       | Latin American Music Awards                | Najlepsza piosenka taneczna (wraz z Zedd’em)                                                           | „I Want You to Know”                      | Wygrana   |
| 2015                                       | Latin Music Italian Awards                 | Najlepsza latynoska artystka roku                                                                      | ona sama                                  | Nominacja |
| 2015                                       | MTV Italian Music Awards                   | Artist Saga                                                                                            | ona sama                                  | Nominacja |
| 2015                                       | MTV Italian Music Awards                   | Najlepszy Instagram                                                                                    | ona sama                                  | Nominacja |
| 2015                                       | Much Music Video Awards                    | Fan Fave International Artist or Group                                                                 | ona sama                                  | Nominacja |
| 2015                                       | Mexico Kids’ Choice Awards                 | Ulubiony międzynarodowy artysta lub zespół                                                             | ona sama                                  | Nominacja |
| 2015                                       | Radio Disney Music Awards                  | Najlepsza piosenka o rozstaniu                                                                         | „The Heart Wants What It Wants”           | Wygrana   |
| 2015                                       | Telehit Awards                             | Najlepsza artystka                                                                                     | ona sama                                  | Nominacja |
| 2015                                       | InStyle Social Media Awards                | Always There For The Fans                                                                              | ona sama                                  | Wygrana   |
| 2015                                       | MTV Video Music Awards                     | Piosenka lata (wraz z ASAP Rocky)                                                                      | „Good For You”                            | Nominacja |
| 2015                                       | Bravo Otto                                 | Najlepsza piosenkarka                                                                                  | ona sama                                  | Nominacja |
| 2015                                       | Guinness World Records                     | Najczęściej nagradzana piosenkarka na Nickelodeon Kids’ Choice Awards                                  | ona sama                                  | Wygrana   |
| 2015                                       | Guinness World Records                     | Najczęściej nagradzana kobieta na Nickelodeon Kids’ Choice Awards                                      | ona sama                                  | Wygrana   |
| 2016                                       | iHeartRadio Music Awards                   | Artystka roku                                                                                          | ona sama                                  | Nominacja |
| 2016                                       | iHeartRadio Music Awards                   | Najlepsi fani                                                                                          | ona sama                                  | Nominacja |
| 2016                                       | iHeartRadio Music Awards                   | Biggesst Triple Threat Award                                                                           | ona sama                                  | Wygrana   |
| 2016                                       | ASCAP Pop Music Awards                     | Najlepsza piosenka (wraz z ASAP Rocky)                                                                 | „Good For You”                            | Wygrana   |
| 2016                                       | Billboard Music Awards                     | Najlepsza artystka                                                                                     | ona sama                                  | Nominacja |
| 2016                                       | Billboard Music Awards                     | Najlepszy artysta social media                                                                         | ona sama                                  | Nominacja |
| 2016                                       | MTV Italian Music Awards                   | Artist Saga                                                                                            | ona sama                                  | Nominacja |
| 2016                                       | MTV Italian Music Awards                   | Najlepsza międzynarodowa artystka                                                                      | ona sama                                  | Nominacja |
| 2016                                       | Much Music Video Awards                    | iHeartRadio międzynarodowy artysta roku                                                                | „Hands to Myself”                         | Nominacja |
| 2016                                       | Much Music Video Awards                    | Most Buzzworthy International Artist or Group                                                          | „Hands to Myself”                         | Nominacja |
| 2016                                       | Nickelodeon Kids’ Choice Awards            | Ulubiony głos w filmie animowanym                                                                      | Hotel Transylwania 2                      | Nominacja |
| 2016                                       | Nickelodeon Kids’ Choice Awards            | Ulubiona piosenkarka                                                                                   | ona sama                                  | Nominacja |
| 2016                                       | Nickelodeon Kids’ Choice Awards            | Ulubiona współpraca (wraz z ASAP Rocky)                                                                | „Good For You”                            | Nominacja |
| 2016                                       | Colombia Kids’ Choice Awards               | Ulubiony międzynarodowy artysta lub zespół                                                             | ona sama                                  | Nominacja |
| 2016                                       | People’s Choice Awards                     | Ulubiony głos w filmie animowanym                                                                      | Hotel Transylwania 2                      | Wygrana   |
| 2016                                       | People’s Choice Awards                     | Ulubiona piosenkarka                                                                                   | ona sama                                  | Nominacja |
| 2016                                       | People’s Choice Awards                     | Ulubiony artysta pop                                                                                   | ona sama                                  | Nominacja |
| 2016                                       | Radio Disney Music Awards                  | Najlepsza artystka                                                                                     | ona sama                                  | Wygrana   |
| 2016                                       | Shorty Awards                              | Piosenkarz/rka                                                                                         | ona sama                                  | Nominacja |
| 2016                                       | Teen Choice Awards                         | Ulubiona artystka                                                                                      | ona sama                                  | Wygrana   |
| 2016                                       | Teen Choice Awards                         | Ulubiona piosenka lata                                                                                 | „Hands to Myself”                         | Nominacja |
| 2016                                       | Teen Choice Awards                         | „Najgorętsza” gwiazda                                                                                  | ona sama                                  | Nominacja |
| 2016                                       | Teen Choice Awards                         | Ulubiona piosenka miłosna                                                                              | „Hands to Myself”                         | Nominacja |
| 2016                                       | Teen Choice Awards                         | Ulubiona piosenka o rozstaniu                                                                          | „Same Old Love”                           | Nominacja |
| 2016                                       | Teen Choice Awards                         | Ulubiona piosenka o rozstaniu (wraz z Charlie Puthem)                                                  | „We Don’t Talk Anymore”                   | Nominacja |
| 2016                                       | Teen Choice Awards                         | Ulubiona wokalistka lata                                                                               | ona sama                                  | Wygrana   |
| 2016                                       | Teen Choice Awards                         | Ulubiona trasa koncertowa                                                                              | Revival Tour                              | Nominacja |
| 2016                                       | Teen Choice Awards                         | Ulubiony Instagram                                                                                     | ona sama                                  | Wygrana   |
| 2016                                       | MTV Europe Music Awards                    | Najlepszy artysta pop                                                                                  | ona sama                                  | Nominacja |
| 2016                                       | American Music Awards                      | Artysta roku                                                                                           | ona sama                                  | Nominacja |
| 2016                                       | American Music Awards                      | Artystka pop/rock                                                                                      | ona sama                                  | Wygrana   |
| 2016                                       | BBC Radio 1's Teen Awards                  | Najlepszy międzynarodowy artysta                                                                       | ona sama                                  | Nominacja |
| 2016                                       | Guinness World Records                     | Najbardziej lubiana aktorka na Facebooku                                                               | ona sama                                  | Wygrana   |
| 2016                                       | Guinness World Records                     | Najbardziej obserwowana artystka na Instagramie                                                        | ona sama                                  | Wygrana   |
| 2016                                       | Guinness World Records                     | Najbardziej obserwowany muzyk na Instagramie                                                           | ona sama                                  | Wygrana   |
| 2016                                       | Guinness World Records                     | Najbardziej obserwowana kobieta na Instagramie                                                         | ona sama                                  | Wygrana   |
| 2016                                       | Guinness World Records                     | Najbardziej obserwowany Instagram                                                                      | ona sama                                  | Wygrana   |
| 2016                                       | Guinness World Records                     | Pierwsza osoba z 100 milionami obserwujących na Instagramie                                            | ona sama                                  | Wygrana   |
| 2016                                       | Meus Prêmios Nick                          | Ulubiony międzynarodowy artysta                                                                        | ona sama                                  | Wygrana   |
| 2016                                       | Bravo Otto                                 | Najlepsza piosenkarka – Srebrny Otto                                                                   | ona sama                                  | Wygrana   |
| 2016                                       | Glamour Awards                             | Międzynarodowy muzyk/artysta solowy                                                                    | ona sama                                  | Nominacja |
| 2016                                       | MTV Video Music Awards                     | Piosenka lata                                                                                          | „Kill Em with Kidness”                    | Nominacja |
| 2016                                       | Telehit Awards                             | Najlepsza artystka                                                                                     | ona sama                                  | Nominacja |
| 2017                                       | ASCAP Pop Music Awards                     | Award Winning Songs                                                                                    | „Hands to Myself”                         | Wygrana   |
| 2017                                       | ASCAP Pop Music Awards                     | Award Winning Songs (wraz z Charlie Puthem)                                                            | „We Don’t Talk Anymore”                   | Wygrana   |
| 2017                                       | Billboard Music Awards                     | Top Social Artist                                                                                      | ona sama                                  | Nominacja |
| 2017                                       | Billboard Women in Music                   | Kobieta roku                                                                                           | ona sama                                  | Wygrana   |
| 2017                                       | Glamour Awards                             | International Music Act                                                                                | ona sama                                  | Nominacja |
| 2017                                       | Guinness World Records                     | Najlepsza kobieta w rankingu na stronie Musical.ly                                                     | ona sama                                  | Wygrana   |
| 2017                                       | iHeartRadio Music Awards                   | Artystka roku                                                                                          | ona sama                                  | Nominacja |
| 2017                                       | iHeartRadio Music Awards                   | Najlepsi fani                                                                                          | ona sama                                  | Nominacja |
| 2017                                       | Latin American Music Awards                | Ulubiony artysta Crossover                                                                             | ona sama                                  | Wygrana   |
| 2017                                       | LOS40 Music Awards                         | Międzynarodowy teledysk roku (wraz z Kygo)                                                             | „It Ain’t Me”                             | Wygrana   |
| 2017                                       | MTV Italian Music Awards                   | Artist Saga                                                                                            | ona sama                                  | Nominacja |
| 2017                                       | MTV Italian Music Awards                   | Gwizda MTV Awards                                                                                      | ona sama                                  | Nominacja |
| 2017                                       | MTV Millennial Awards                      | Globalny Instagram                                                                                     | ona sama                                  | Nominacja |
| 2017                                       | MTV Video Music Awards                     | Najlepsza kolaboracja (wraz z Charlie Puthem)                                                          | „We Don’t Talk Anymore”                   | Nominacja |
| 2017                                       | MTV Video Music Awards                     | Najlepsza piosenka taneczna (wraz z Kygo)                                                              | „It Ain’t Me”                             | Nominacja |
| 2017                                       | Nickelodeon Kids’ Choice Awards            | Ulubiona piosenkarka                                                                                   | ona sama                                  | Wygrana   |
| 2017                                       | Meus Prêmios Nick                          | Ulubiony międzynarodowy hit                                                                            | „Bad Liar”                                | Wygrana   |
| 2017                                       | Meus Prêmios Nick                          | Ulubiony międzynarodowy Instagram                                                                      | ona sama                                  | Nominacja |
| 2017                                       | Nickelodeon Argentina Kids’ Choice Awards  | Ulubiona kolaboracja (wraz z Kygo)                                                                     | „It Ain’t Me”                             | Nominacja |
| 2017                                       | Nickelodeon Colombia Kids’ Choice Awards   | Ulubiony międzynarodowy artysta lub zespół                                                             | ona sama                                  | Nominacja |
| 2017                                       | Nickelodeon Colombia Kids’ Choice Awards   | Ulubiona kolaboracja (wraz z Kygo)                                                                     | „It Ain’t Me”                             | Nominacja |
| 2017                                       | Nickelodeon Mexico Kids’ Choice Awards     | Ulubiona kolaboracja (wraz z Kygo)                                                                     | „It Ain’t Me”                             | Nominacja |
| 2017                                       | NRJ Music Awards                           | Międzynarodowa artystka roku                                                                           | ona sama                                  | Wygrana   |
| 2017                                       | Radio Disney Music Awards                  | Najlepsza artystka                                                                                     | ona sama                                  | Nominacja |
| 2017                                       | Radio Disney Music Awards                  | Najbardziej zagorzali fani                                                                             | ona sama                                  | Nominacja |
| 2017                                       | Radio Disney Music Awards                  | Najlepsza piosenka o zerwaniu (wraz z Charlie Puthem)                                                  | „We Don’t Talk Anymore”                   | Nominacja |
| 2017                                       | Radio Disney Music Awards                  | Najlepsza kolaboracja (wraz z Charlie Puthem)                                                          | „We Don’t Talk Anymore”                   | Nominacja |
| 2017                                       | Radio Disney Music Awards                  | Ulubiona trasa koncertowa                                                                              | Revival Tour                              | Wygrana   |
| 2017                                       | Rockbjörnen                                | Zagraniczna piosenka roku (wraz z Kygo)                                                                | „It Ain’t Me”                             | Nominacja |
| 2017                                       | RTHK International Pop Poll Awards         | Top Ten International Gold Songs (wraz z Charlie Puthem)                                               | „We Don’t Talk Anymore”                   | Nominacja |
| 2017                                       | Teen Choice Awards                         | Ulubiona artystka                                                                                      | ona sama                                  | Nominacja |
| 2017                                       | Teen Choice Awards                         | Ulubiona piosenka artystki lata                                                                        | „Bad Liar”                                | Nominacja |
| 2017                                       | Teen Choice Awards                         | Ulubiona kolaboracja (wraz z Kygo)                                                                     | „It Ain’t Me”                             | Nominacja |
| 2017                                       | Teen Choice Awards                         | Ulubiona piosenka taneczna/elektroniczna (wraz z Kygo)                                                 | „It Ain’t Me”                             | Nominacja |
| 2017                                       | Teen Choice Awards                         | Ulubiona piosenka lata                                                                                 | „Bad Liar”                                | Nominacja |
| 2017                                       | Teen Choice Awards                         | Ulubiona artystka lata                                                                                 | ona sama                                  | Nominacja |
| 2017                                       | Teen Choice Awards                         | Ulubiony Instagram                                                                                     | ona sama                                  | Wygrana   |
| 2017                                       | Teen Choice Awards                         | Ulubiony Snapchat                                                                                      | ona sama                                  | Nominacja |
| 2017                                       | Teen Choice Awards                         | Ulubiona ikona stylu                                                                                   | ona sama                                  | Nominacja |
| 2017                                       | Teen Choice Awards                         | Choice Female Hottie                                                                                   | ona sama                                  | Nominacja |
| 2017                                       | Teen Choice Awards                         | Ulubiony changemaker                                                                                   | ona sama                                  | Nominacja |
| 2017                                       | Teen Choice Awards                         | Ulubiony fandom                                                                                        | ona sama                                  | Nominacja |
| 2017                                       | Telehit Awards                             | Najlepsza artystka                                                                                     | ona sama                                  | Nominacja |
| 2017                                       | Webby Awards                               | Celebrity/Fan – zawartość społeczna i marketing                                                        | Revival Tour                              | Nominacja |
| 2018                                       | ASCAP Pop Music Awards                     | Award Winning Songs (wraz z Kygo)                                                                      | „It Ain’t Me”                             | Wygrana   |
| 2018                                       | Billboard Music Awards                     | Najlepsza piosenka taneczna/elektroniczna (wraz z Kygo)                                                | „It Ain’t Me”                             | Nominacja |
| 2018                                       | Fonogram – Hungarian Music Awards          | Foreign Electronic Music Album/Record of the Year (wraz z Kygo)                                        | „It Ain’t Me”                             | Nominacja |
| 2018                                       | Global Awards                              | Najlepsza kobieta                                                                                      | ona sama                                  | Nominacja |
| 2018                                       | Guinness World Records                     | Najbardziej obserwowana aktorka na Instagramie                                                         | ona sama                                  | Wygrana   |
| 2018                                       | iHeartRadio Music Awards                   | Piosenka taneczna roku                                                                                 | „It Ain’t Me”                             | Nominacja |
| 2018                                       | iHeartRadio Music Awards                   | Najlepsi fani                                                                                          | ona sama                                  |           |
| 2018                                       | iHeartRadio Music Awards                   | Najlepszy teledysk                                                                                     | „Bad Liar”                                |           |
| 2018                                       | MTV Millennial Awards                      | Kolaboracja roku (wraz z Marshmello)                                                                   | „Wolves”                                  |           |
| 2018                                       | MTV Millennial Awards                      | Globalny Instagram                                                                                     | ona sama                                  |           |
| 2018                                       | MTV Millennial Awards (Brazil)             | Międzynarodowy hit                                                                                     | „Bad Liar”                                |           |
| 2018                                       | MTV Millennial Awards (Brazil)             | Konflikt roku                                                                                          | ona sama i Justin Bieber vs. matka Seleny |           |
| 2018                                       | MTV Millennial Awards (Brazil)             | Fandom roku                                                                                            | ona sama                                  |           |
| 2018                                       | Nickelodeon Kids’ Choice Awards            | Ulubiona piosenkarka                                                                                   | ona sama                                  |           |
| 2018                                       | Nickelodeon Kids’ Choice Awards            | Ulubiona piosenka (wraz z Kygo)                                                                        | „It Ain’t Me”                             |           |
| 2018                                       | Radio Disney Music Awards                  | Najlepszy artysta                                                                                      | ona sama                                  |           |
| 2018                                       | Radio Disney Music Awards                  | Piosenka roku (wraz z Marshmello)                                                                      | „Wolves”                                  |           |
| 2018                                       | Radio Disney Music Awards                  | Najlepsza kolaboracja (wraz z Kygo)                                                                    | „It Ain’t Me”                             |           |
| 2018                                       | Radio Disney Music Awards                  | Najbardziej zagorzali fani                                                                             | ona sama                                  |           |
| 2018                                       | Spellemannprisen                           | Piosenka roku (wraz z Kygo)                                                                            | „It Ain’t Me”                             |           |
| 2018                                       | WDM Radio Awards                           | Najlepsza globalna ścieżka (wraz z Kygo)                                                               | „It Ain’t Me”                             |           |
| 2018                                       | Webby Awards                               | Film i video – różnorodność                                                                            | 73 pytania z Seleną Gomez autorstwa Vogue |           |

## Odznaczenia
- Chevalier Orderu Sztuki i Literatury – Francja, 2024[133]